# Арахтос (Арта)
Арахтос (греч. Άραχθος) — бывший муниципалитет в региональной единице Арта, Эпир, Греция. После реформы местного самоуправления 2011 года, он является частью муниципалитета Николаос Скуфас, входящего в состав муниципального образования. Муниципальное образование имеет площадь 73 431 кв. км2. Он расположен в нижнем течении реки Арахтос, к югу от Арты. Население 4661 человек (2011 г.). Местонахождение муниципалитета: находилось в Неохори.
Рядом с Арахтосом находится окончание HVDC Италия-Греция (статические инверторы).